# Češka softbolska reprezentacija
Češka softbolska reprezentacija predstavlja državu Češku u športu softbolu.
Krovna organizacija: 

## Sudjelovanja na EP
- Prag 1993.: brončani
- Hørsholm 1995.: brončani
- Bussum 1997.: zlatni
- Prag 1999.: zlatni
- Antwerpen/Anvers 2001.: zlatni
- Chočen 2003.: srebrni
- Nijmegen 2005.: zlatni
- Beveren 2007.: zlatni